# Tetradymia
 Tetradymia  DC., 1838 è un genere di piante angiosperme dicotiledoni della famiglia delle Asteraceae (sottofamiglia Asteroideae).

## Etimologia
L'etimologia del nome del genere (Tetradymia) deriva dal greco antico "tetradymos" (= quadruplice) con probabile allusione al numero delle brattee e dei fiori dei capolini.
Il nome scientifico del genere è stato definito dal botanico Augustin Pyramus de Candolle (1778-1841) nella pubblicazione " Prodromus Systematis Naturalis Regni Vegetabilis ... (DC.)" ( Prodr. [A. P. de Candolle] 6: 440) del 1838.

## Descrizione

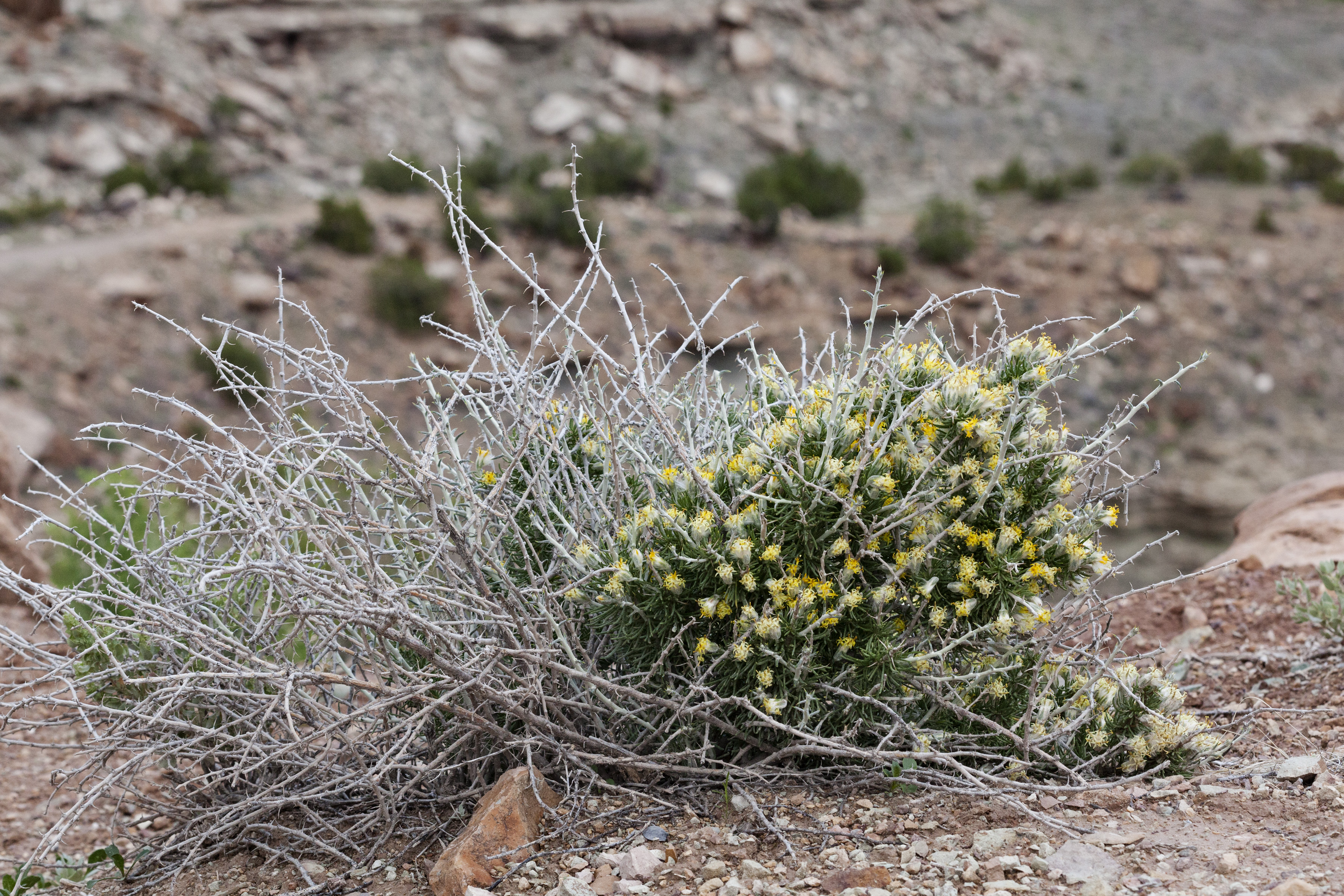
Il portamento
Tetradymia spinosa

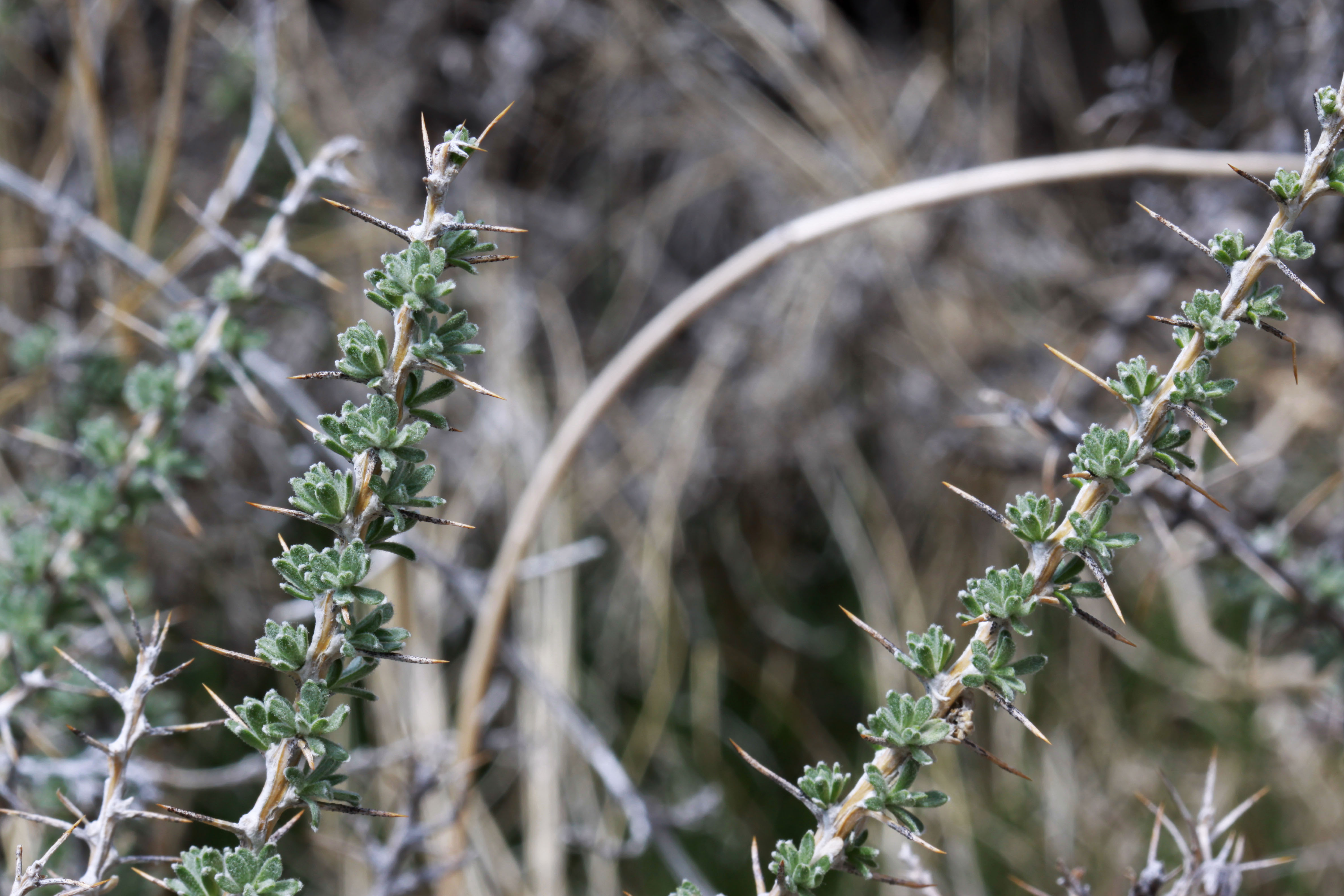
Le foglie
Tetradymia nuttallii

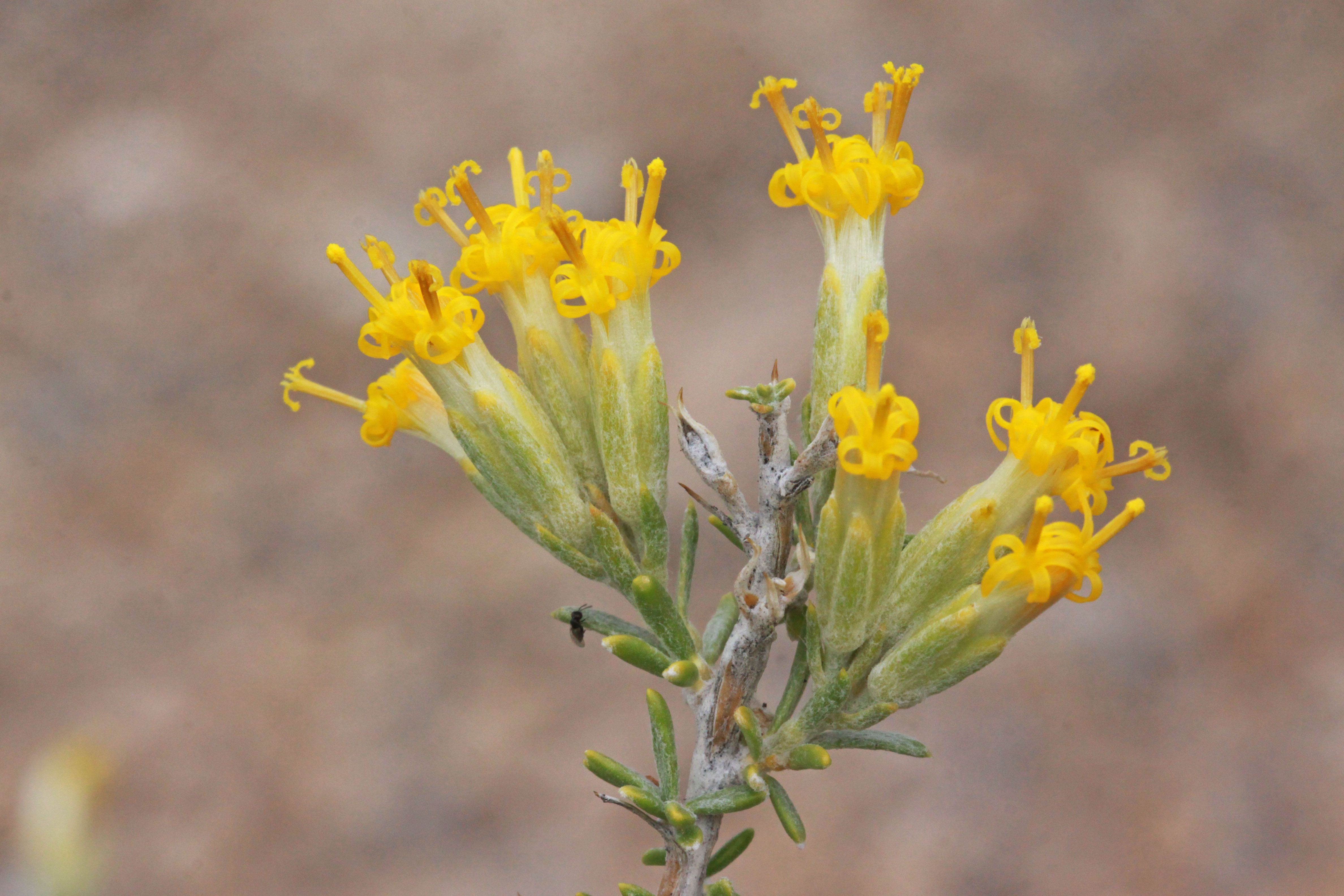
Infiorescenza
Tetradymia glabrata

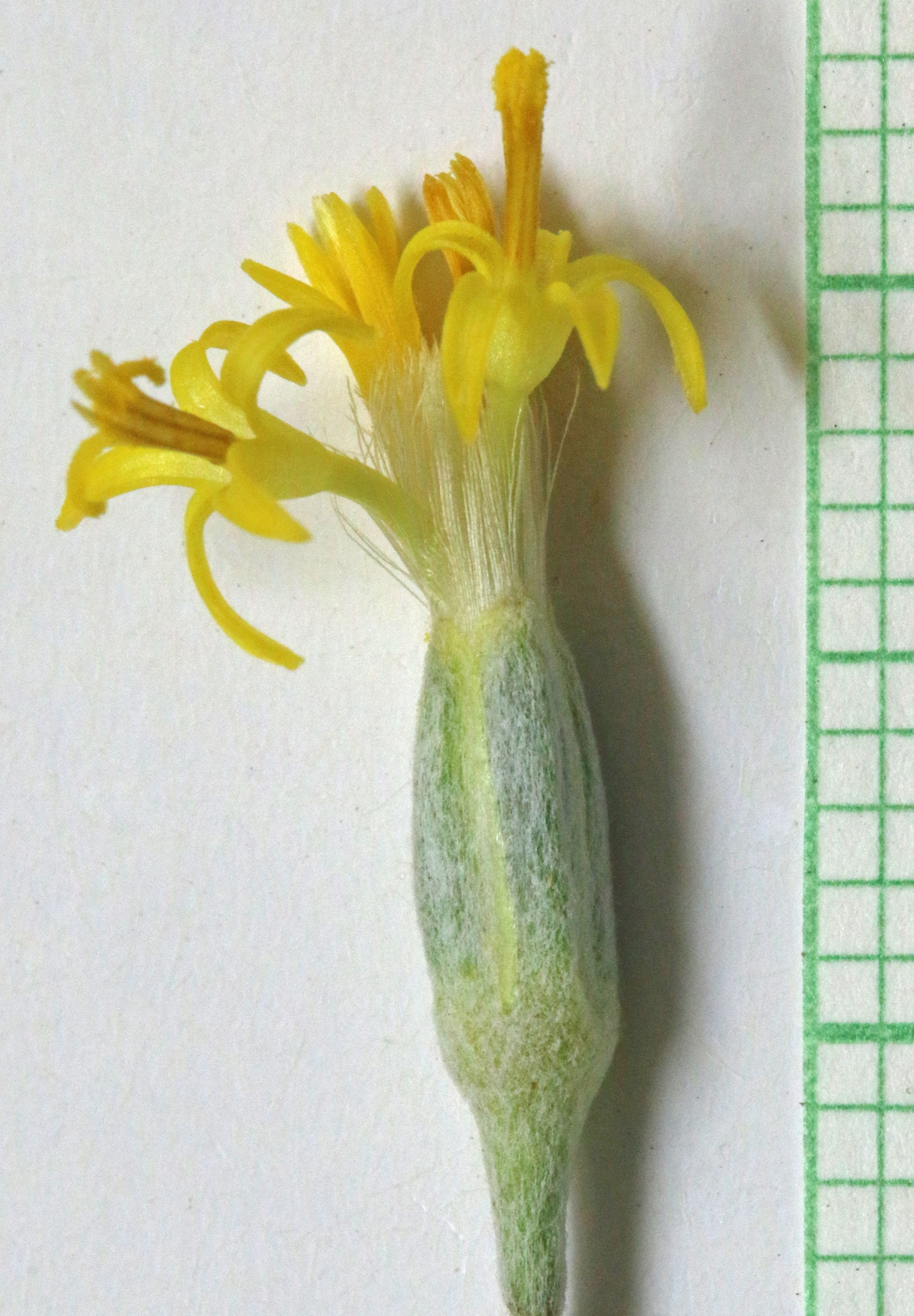
I fiori
Tetradymia canescens

Habitus. Le specie di questo genere hanno un habitus di tipo arbustivo. Le superfici delle piante possono essere sia spinescenti che prive di spine. Spesso si presentano canescenti. Altezza massima: 30 – 200 cm.
Radici. Le radici sono secondarie da rizoma (i rizomi possono essere striscianti) oppure sono tuberose (pelose, carnose o fibrose).
Fusto. La parte aerea in genere è eretta, espansa e ramosa (può essere spinosa).
Foglie. Le foglie sono cauline disposte in modo alternato e sono sessili e talvolta sono raccolte in fascetti alla base di strutture spinescenti (le foglie verdi sono secondarie, mentre le spine sono foglie primarie trasformate). Il contorno della lamina è intero con varie forme piccolo e strette, oppure da filiformi a lineari-lanceolate o oblanceolate (talvolta sono trasformate in spine). Le facce sono glabre o da lanose a tomentose, a volte sono glabre.
Infiorescenza. Le sinflorescenze sono composte da 3 - 8 capolini ascellari raccolti in corimbi. Le infiorescenze vere e proprie sono formate da un capolino terminale peduncolato di tipo discoide. Alla base dell'involucro (la struttura principale del capolino) non è presente un calice formato da alcune brattee fogliacee. I capolini sono formati da un involucro, con forme da cilindriche a emisferiche o turbinate, composto da 4 - 6 brattee, al cui interno un ricettacolo fa da base ai fiori. Le brattee sono disposte in modo più o meno embricato di solito su una o due serie e possono essere connate alla base. Il ricettacolo, a volte alveolato, è nudo (senza pagliette a protezione della base dei fiori); la forma è piatta. Diametro degli involucri: 3 – 10 mm.
Fiori.  I fiori (4 - 9) sono tetra-ciclici (formati cioè da 4 verticilli: calice – corolla – androceo – gineceo) e pentameri (calice e corolla formati da 5 elementi). Sono inoltre ermafroditi, tubulosi e actinomorfi.
- Formula fiorale:

*/x K {\displaystyle \infty }, [C (5), A (5)], G 2 (infero), achenio
- Calice: i sepali del calice sono ridotti ad una coroncina di squame.
- Corolla: nella parte inferiore i petali della corolla sono saldati insieme e formano un tubo. In particolare le corolle dei fiori del disco centrale (tubulosi) terminano con delle fauci dilatate a raggiera con cinque brevi lobi più o meno patenti. Il colore delle corolle è giallo o crema.
- Androceo: gli stami sono 5 con dei filamenti liberi. La parte basale del collare dei filamenti può essere dilatata. Le antere invece sono saldate fra di loro e formano un manicotto che circonda lo stilo. Le antere sono senza coda ("ecaudate") e sono sagittate. La struttura delle antere è di tipo tetrasporangiato, raramente sono bisporangiate. Il tessuto endoteciale è radiale o polarizzato. Il polline è tricolporato (tipo "helianthoid").[11]
- Gineceo: lo stilo è biforcato con due stigmi nella parte apicale. La forma degli stigmi varia da subtroncata a ottusa; possono essere ricoperti da minute papille. Le superfici stigmatiche sono due.  L'ovario è infero uniloculare formato da 2 carpelli.

Frutti. I frutti sono degli acheni con pappo. La forma degli acheni varia da oblunga a strettamente ellittico-obovata oppure è turbinata; la superficie è percorsa da 5 coste longitudinali e può essere glabra o talvolta densamente pubescente (o ghiandolosa). Non sempre il carpoforo è distinguibile. Il pappo è formato da 70 - 150 setole o 20 - 30 subulate squame simili a scaglie setiformi. A volte il pappo è assente.

## Biologia
Impollinazione: l'impollinazione avviene tramite insetti (impollinazione entomogama tramite farfalle diurne e notturne).

Riproduzione: la fecondazione avviene fondamentalmente tramite l'impollinazione dei fiori (vedi sopra).

Dispersione: i semi (gli acheni) cadendo a terra sono successivamente dispersi soprattutto da insetti tipo formiche (disseminazione mirmecoria). In questo tipo di piante avviene anche un altro tipo di dispersione: zoocoria. Infatti gli uncini delle brattee dell'involucro (se presenti) si agganciano ai peli degli animali di passaggio disperdendo così anche su lunghe distanze i semi della pianta. Inoltre per merito del pappo il vento può trasportare i semi anche a distanza di alcuni chilometri (disseminazione anemocora).

## Distribuzione e habitat
Le specie di questo genere sono distribuite in USA, Canada e Messico occidentali.

## Tassonomia
La famiglia di appartenenza di questa voce (Asteraceae o Compositae, nomen conservandum) probabilmente originaria del Sud America, è la più numerosa del mondo vegetale, comprende oltre 23.000 specie distribuite su 1.535 generi, oppure 22.750 specie e 1.530 generi secondo altre fonti (una delle checklist più aggiornata elenca fino a 1.679 generi). La famiglia attualmente (2021) è divisa in 16 sottofamiglie; la sottofamiglia Asteroideae è una di queste e rappresenta l'evoluzione più recente di tutta la famiglia.

### Filogenesi
Il genere di questa voce appartiene alla sottotribù Tussilagininae della tribù Senecioneae (una delle 21 tribù della sottofamiglia Asteroideae). La sottotribù descritta in tempi moderni da Bremer (1994), dopo le analisi di tipo filogenetico sul DNA del plastidio (Pelser et al., 2007) è risultata parafiletica con le sottotribù Othonninae e Brachyglottidinae annidiate al suo interno. Attualmente con questa nuova circoscrizione la sottotribù Tussilagininae s.s. risulta suddivisa in quattro subcladi.
Il genere di questa voce appartiene al subclade la cui distribuzione è principalmente nel Nuovo Mondo ed è composto dai seguenti generi Cacaliopsis, Lepidospartum, Luina, Rainiera e Tetradymia. Questi cinque generi nordamericani formano un "gruppo fratello" ai tre generi del gruppo informale Blennospermatinae.
l cladogramma seguente, tratto dallo studio citato e semplificato, mostra una possibile configurazione filogenetica del gruppo.
|  | Lepidospartum |
|  |               |
|  | Tetradymia    |
|  |               |

|  | Luina                                                    |
|  |                                                          |
|  | \| \| Rainiera \| \| \| \| \| \| Cacaliopsis \| \| \| \| |
|  |                                                          |
|  | Rainiera                                                 |
|  |                                                          |
|  | Cacaliopsis                                              |
|  |                                                          |

|  | Rainiera    |
|  |             |
|  | Cacaliopsis |
|  |             |

|  | Lepidospartum |
|  |               |
|  | Tetradymia    |
|  |               |

|  | Luina                                                    |
|  |                                                          |
|  | \| \| Rainiera \| \| \| \| \| \| Cacaliopsis \| \| \| \| |
|  |                                                          |
|  | Rainiera                                                 |
|  |                                                          |
|  | Cacaliopsis                                              |
|  |                                                          |

|  | Rainiera    |
|  |             |
|  | Cacaliopsis |
|  |             |

I caratteri distintivi del genere  Tetradymia sono:
- il portamento è arbustivo o subarbustivo;
- le foglie sono minute (0,5 - 5 cm) e raccolte in fascetti;
- i rami sono spesso spinosi.

Il numero cromosomico delle specie di questo genere è: 2n = 60, 62, 90, 120, 124 e 180.

### Elenco delle specie
Questo genere ha 10 specie:
- Tetradymia argyraea Munz & J.C.Roos
- Tetradymia axillaris  A.Nelson
- Tetradymia canescens  DC.
- Tetradymia comosa  A.Gray
- Tetradymia filifolia  Greene
- Tetradymia glabrata  Torr. & A.Gray
- Tetradymia nuttallii  Torr. & A.Gray
- Tetradymia spinosa  Hook. & Arn.
- Tetradymia stenolepis  Greene
- Tetradymia tetrameres  (S.F.Blake) Strother

### Sinonimi
Sono elencati alcuni sinonimi per questa entità:
- Lagothamnus Nutt., 1841